# Villanueva del Río Segura
Villanueva del Río Segura è un comune spagnolo di 2 270 abitanti situato nella comunità autonoma di Murcia.